# Джобсон, Эдди
Эдди Джобсон (англ. Eddie Jobson, настоящее имя Эдвин Джобсон, англ. Edwin Jobson; 28 апреля 1955, Биллингем, Стоктон-он-Тис, Англия) — британский виртуозный клавишник и скрипач, музыкант с классическим образованием, яркий представитель арт-рок музыки. Участник групп U.K., Roxy Music, Jethro Tull, Curved Air, работал с King Crimson, Франком Заппой, был приглашенным музыкантом на выступлениях Yes, Deep Purple и др.

## Биография
Играл на пианино с 7 лет, на скрипке с восьми. В 16 лет он начинает играть на электроскрипке в местной группе Fat Grapple. В клубе Redcar Jazz Club он знакомится с группой Curved Air и начинает играть с ними. В 1973 году он заменяет Брайна Ино в группе Roxy Music, с которой он записывает 3 альбома и участвует в турне.
В 1977 году Эдди вместе с бывшими музыкантами King Crimson Биллом Бруфордом и Джоном Уэттоном создает группу UK, на место гитариста приглашается Алан Холдсворт.
После распада группы в 1980 году Эдди работает над сольными проектами, попутно принимая приглашение Иэна Андерсона поучаствовать в его сольном проекте. Эдди едет в мировое турне, которое заканчивается триумфальным концертом во Франции.
В 80-е Джобсон выпускает два альбома: The Green Album - under the project name Zinc (1983) и электронный Theme of Secrets (1985). В 80-е и 90-е годы Эдди успешно работает на телевидении, в частности, пишет музыку к ста сериям сериала Детектив Нэш Бриджес.
Выступил на международном фестивале живой музыки «Сотворение мира» в Казани 30 августа 2008 года, где сыграл вживую первый раз за 20 лет на специально изготовленных для него скрипках из плексигласа.

## Дискография

### Сольные альбомы
- The Green Album - with Zinc (1983)
- Theme of Secrets (1985)